# Paramenesia theaphia
Paramenesia theaphia är en skalbaggsart som först beskrevs av Bates 1884.  Paramenesia theaphia ingår i släktet Paramenesia och familjen långhorningar. Inga underarter finns listade i Catalogue of Life.